# Talsperre Gostei
Die Talsperre Gostei (portugiesisch Barragem de Gostei) liegt in der Region Nord Portugals im Distrikt Bragança. Sie staut den Gostei zu einem Stausee auf. Die Stadt Bragança befindet sich ungefähr vier Kilometer nordöstlich der Talsperre.
Mit dem Projekt zur Errichtung der Talsperre wurde im Jahre 1986 begonnen. Der Bau wurde 1993 fertiggestellt. Die Talsperre dient der Bewässerung. Sie ist im Besitz der Junta de Agricultores de Gostei.

## Absperrbauwerk
Das Absperrbauwerk besteht aus einem Staudamm mit einer Höhe von 35 m über der Gründungssohle (33 m über dem Flussbett). Die Dammkrone liegt auf einer Höhe von 759,65 m über dem Meeresspiegel. Die Länge der Dammkrone beträgt 238 m und ihre Breite 8 m. Das Volumen des Staudamms umfasst 188.000 m³.
Der Staudamm verfügt sowohl über einen Grundablass als auch über eine Hochwasserentlastung. Über den Grundablass können maximal 3,5 m³/s abgeleitet werden, über die Hochwasserentlastung maximal 35 m³/s. Das Bemessungshochwasser liegt bei 59 m³/s; die Wahrscheinlichkeit für das Auftreten dieses Ereignisses wurde mit einmal in 500 Jahren bestimmt.

## Stausee
Beim normalen Stauziel von 758 m (maximal 758,65 m bei Hochwasser) erstreckt sich der Stausee über eine Fläche von rund 0,149 km² und fasst 1,384 Mio. m³ Wasser – davon können 1,374 Mio. m³ genutzt werden. Das minimale Stauziel liegt bei 736 m.